# 佩爾維亞季奇
50°27′33″N 24°27′26″E / 50.45917°N 24.45722°E
佩爾維亞季奇（烏克蘭語：Перв'ятичі），是烏克蘭西部的村莊，隸屬利維夫州的舍普季茨基區。該村面積2.29平方公里，海拔高度226米，2001年人口613，人口密度每平方公里267.69人。